# Slavoj Žižek
Slavoj Žižek (ur. 21 marca 1949 w Lublanie) – słoweński uczony: filozof, socjolog i kulturoznawca, marksista.
Žižek jest najbardziej znanym przedstawicielem lublańskiej szkoły psychoanalizy, grupy słoweńskich naukowców zajmujących się niemieckim idealizmem, psychoanalizą Jacques’a Lacana, a także krytyką ideologii i mediów. Jego przełomowym dziełem było Wzniosły obiekt ideologii (org. The Sublime Object of Ideology) z 1989, jednocześnie pierwsza książka napisana w języku angielskim, która zaprezentowała anglojęzycznym czytelnikom podstawy myśli szkoły lublańskiej. Žižek jest autorem ponad 50 książek w kilku językach. Specyficzny styl jego wystąpień publicznych, artykułów w czasopismach i prac naukowych, charakteryzujący się wykorzystywaniem obscenicznych dowcipów i przykładów z popkultury, a także niepoprawne politycznie prowokacje, przyniosły mu sławę, jak i wywołały kontrowersje oraz krytykę zarówno w środowisku akademickim, jak i poza nim. 
W 2012 „Foreign Policy” umieściło Žižka na liście 100 najlepszych światowych myślicieli, nazywając go „filozofem-celebrytą”, podczas gdy Vice określiło go „najbardziej niebezpiecznym filozofem na Zachodzie". Od 2007 wychodzi internetowe czasopismo „International Journal of Žižek Studies", założone przez profesorów Davida J. Gunkela i Paula A. Taylora w celu zaangażowania się w pracę słoweńskiego filozofa. 

## Życiorys
Slavoj Žižek studiował filozofię i socjologię na Uniwersytecie w Lublanie. W 1981 doktoryzował się tam. W 1986 uzyskał drugi doktorat – na Université Paris 8 Vincennes-Saint-Denis.
Jest profesorem w Instytucie Socjologii Uniwersytetu w Lublanie, wykłada także w European Graduate School i na uniwersytetach amerykańskich. Wprowadza do współczesnej filozofii dorobek psychoanalizy, przede wszystkim na pole analiz zjawisk społecznych, jest także komentatorem myśli francuskiego psychoanalityka Jacques’a Lacana. Inspiruje się również niemieckim idealizmem oraz marksizmem.
Cechą charakterystyczną jego książek są częste odwołania do kina, literatury i sztuk wizualnych, a także kultury masowej. Znawca i komentator współczesnej kinematografii. W 2006 wystąpił w filmie dokumentalnym Sophie Fiennes Z-Boczona historia kina (The Pervert’s Guide to Cinema), do którego sam napisał scenariusz. Komentuje w nim filmy – od tych z lat 30., po hollywoodzkie produkcje – Frankenstein (1931), Ptaki (1963), Matrix (1999) i wiele innych. Bohater pełnometrażowego filmu dokumentalnego Žižek! w reżyserii Astry Taylor, wyprodukowanego przez Documentary Campaign w 2005. W 2012 ponownie współpracował z Sophie Fiennes realizując film dokumentalny Perwersyjny przewodnik po ideologiach (The Pervert's Guide to Ideology).
W latach osiemdziesiątych należał do Komunistycznej Partii Słowenii. W 1990 był jednym z kandydatów do stanowiska prezydenta Republiki Słowenii.
W Polsce książki Žižka wydaje m.in. Korporacja Ha!art i Wydawnictwo Krytyki Politycznej. Drukowany w polskiej prasie, głównie w „Dzienniku”, „Le Monde diplomatique” i „Gazecie Wyborczej”.
Czterokrotnie żonaty, m.in. z Renatą Salecl, Analią Hounie (ślub w 2005) i Jelą Krečič (ślub w 2013). Ojciec Tima i Kostji.

## Poglądy

### Ideologia
Wielu komentatorów określiło Žižka i jego myśl mianem „hegelo-lacanowskiej”. W swojej wczesnej karierze Žižek twierdził, że „przestrzeń teoretyczna ukształtowana jest przez trzy środki ciężkości: dialektykę heglowską, lacanowską teorię psychoanalityczną i współczesną krytykę ideologii”, określając „teorię Jacques’a Lacana” jako fundamentalny element. W 2010 Žižek natomiast stwierdził, że Hegel jest dla niego bardziej fundamentalny niż Lacan - „Nawet Lacan jest dla mnie tylko narzędziem do czytania Hegla. Dla mnie zawsze jest to Hegel, Hegel, Hegel”. Podczas gdy w 2019 stwierdził, że „dla mnie w pewnym sensie cała filozofia wydarzyła się w ciągu [tych] pięćdziesięciu lat”, czym określił czas między wydaniem Krytyki czystego rozumu Immanuela Kanta (1781) a śmiercią Georga Wilhelma Friedricha Hegla (1831). Oprócz prac naukowych i teoretycznych Žižek jest płodnym komentatorem spraw bieżących i współczesnych debat politycznych.
Lacanowska teoria ideologii Žižka jest jednym z jego głównych wkładów w teorię polityczną. Omawia ją dokładniej w swojej pierwszej książce w języku angielskim, Wzniosły obiekt ideologii oraz filmie Perwersyjny przewodnik po ideologiach, w którym występuje. Uważa, że ideologia była często błędnie interpretowana jako dualistyczna, co zakłada, że na zewnątrz nas istnieje realny świat materialnych relacji i przedmiotów, który jest dostępny dla rozumu.
Dla Žižka, podobnie jak dla Marksa, ideologia składa się z fikcji, które porządkują życie polityczne; w ujęciu Lacana ideologia należy do porządku symbolicznego. Žižek twierdzi, że te fikcje są utrzymywane przede wszystkim na poziomie nieświadomym, a nie świadomym. Ponieważ, zgodnie z teorią psychoanalityczną, nieświadomość może determinować czyjeś działania bezpośrednio, z pominięciem świadomości (jak w parapraksjach). Ideologia może wyrażać się w czyimś zachowaniu, niezależnie od świadomych przekonań. Dlatego Žižek zrywa z ortodoksyjnymi marksistowskimi poglądami, które postrzegają ideologię wyłącznie jako system błędnych przekonań. Opierając się na Krytyce cynicznego rozumu Petera Sloterdijka, Žižek argumentuje, że przyjęcie cynicznej perspektywy nie wystarczy, aby uciec od ideologii, ponieważ według, chociaż podmioty postmodernistyczne są świadomie cyniczne w stosunku do sytuacji politycznej, nadal wzmacniają ją poprzez swoje zachowanie.

### Krytyka prawicy i lewicy
Krytykował narastający terror prawicowych reżimów w Rosji, Iranie i Izraelu, widząc w nich „wyraźne oznaki rozkładu etycznego, w którym czyny kiedyś uznawane za niewyobrażalne mogą w bardzo krótkim czasie stać się możliwe i akceptowalne”. Analogicznie kierował swoje zarzuty wobec uniwersyteckiej „woke lewicy” w Stanach Zjednoczonych i Francji, gdzie jego zdaniem zaczął panować podobnie opresyjny system wymierzony przeciwko cispłciowym mężczyznom: „nigdy nie wiemy, czy ktoś z nas skończy jako »skancelowany« za coś, co zrobił lub powiedział […], czy za sam fakt urodzenia się w niewłaściwej kategorii”. Twierdził też, że z powodu erozji silnej państwowości na rzecz gwałtownego rozwoju kapitalizmu kulturowy Zachód oddala się od demokracji, na rzecz porządku „postkapitalistycznego, postliberalnego i dystopijnego”.

#### Krytyka posthumanizmu
Krytykował nurt posthumanistyczny (zakładający konieczność zbudowania sztucznej inteligencji przewyższającej ludzkość), pisząc, że „jeśli coś takiego jak rzeczywistość postludzka stanie się powszechnym faktem, nasz światopogląd utraci wszystkie trzy określające go, zazębiające się podmioty: ludzkość, naturę i boskość”. Według Žižka posthumanizm doprowadza ludzkość do zagłady i utraty sensu własnej egzystencji.

### Komunizm
Choć czasami przyjmuje tytuł „radykalnego lewicowca”, Žižek często określa siebie jako komunistę, mimo że odrzuca komunizm XX wieku jako „całkowitą porażkę” i potępia go, a dokładniej całą sieć zjawisk, które nazywa stalinizmem, jako „być może najgorszą ideologiczną, polityczną, etyczną, społeczną itp. katastrofę w historii ludzkości”. Žižek uzasadnia ten wybór, twierdząc, że jedynie termin „komunizm” sygnalizuje prawdziwy krok poza istniejący porządek, częściowo dlatego, że termin „socjalizm” nie ma już wystarczająco radykalnych implikacji i nie oznacza nic więcej niż to, że ktoś „troszczy się o społeczeństwo”.
Žižek opisał siebie jako „umiarkowanie konserwatywnego komunistę”.

### Poparcie polityczne
Mimo swoich przekonań lewicowych ogłosił w 2016 przed wyborami prezydenckimi w USA, że gdyby był Amerykaninem, oddałby głos na kandydata Partii Republikańskiej Donalda Trumpa, uważając liberalną kontrkandydatkę Partii Demokratycznej Hillary Clinton za większe zagrożenie ze względu na usunięcie przez nią w cień innego, lewicowego kandydata Demokratów, Berniego Sandersa:
Gniew ludu, który zrodził Trumpa, zrodził również Sandersa, i choć obaj wyrażają powszechne społeczne i polityczne niezadowolenie, robią to w przeciwnym sensie, jeden angażując się w prawicowy populizm, a drugi wybierając lewicowe wezwanie do sprawiedliwości. I tu pojawia się podstęp: lewicowe wezwanie do sprawiedliwości zwykle łączy się z walką o prawa kobiet i gejów, o wielokulturowość i przeciwko dyskryminacji, w tym rasizmowi. Strategicznym celem konsensusu Clinton jest odcięcie tych wszystkich zmagań od lewicowego wezwania do sprawiedliwości, dlatego żywym symbolem tego konsensusu jest Tim Cook, dyrektor generalny Apple, który z dumą podpisał list z poparciem dla LGBT i który może teraz łatwo zapomnieć o setkach tysięcy pracowników Foxconn w Chinach, montujących produkty Apple w niewolniczych warunkach – wykonał swój wielki gest solidarności z nieuprzywilejowanymi, żądając zniesienia segregacji płciowej.
Swoje stanowisko w tej sprawie potwierdził w 2019. Žižek wyrażał również sprzeciw wobec liberalnego indywidualizmu, którego dominacja w społeczeństwach zachodnich przy porzuceniu wsparcia dla osób wykluczonych materialnie przyczyniła się do rozwoju ideologii alt-right:
Zachodnia poprawność polityczna („wokeness”) zastąpiła dawną walkę klas, tworząc w efekcie liberalną elitę, która twierdzi, że chroni zagrożone mniejszości rasowe i seksualne, co ma na celu odwrócenie uwagi od jej własnej uprzywilejowanej pozycji ekonomicznej i politycznej. To kłamstwo pozwala z kolei populistycznej altprawicy przedstawiać siebie jako tych, którzy bronią „zwykłych” ludzi przed wielkimi korporacjami i „trzymającymi władzę” elitami, nawet jeśli sama również zajmuje wysoką pozycję w ekonomicznej i politycznej hierarchii.
W 2022 wyraził poparcie dla słoweńskiej socjalistyczno-demokratycznej partii Lewica.

## Życie prywatne
Žižek był czterokrotnie żonaty i ma dwóch dorosłych synów, Tima i Kostję. Jego drugą żoną była słoweńska filozofka i teoretyczka społeczno-prawna Renata Salecl, członkini Szkoły Psychoanalizy w Lublanie. Jego trzecią żoną była argentyńska modelka i lacanowska uczona Analia Hounie, którą poślubił w 2005.  Obecnie jest żonaty ze słoweńską dziennikarką, pisarką i filozofką Jelą Krečič.

### Gust
W ankiecie krytyków „Sight & Sound” z 2012 Žižek wymienił 10 swoich ulubionych filmów: 3:10 do Yumy, Diuna, The Fountainhead, Hero, Hitman, Zaułek koszmarów, Niebezpieczne terytorium, Opfergang, Dźwięki muzyki i We the Living. Uzasadnił również swój wybór: „Zdecydowałem się na czyste szaleństwo: lista zawiera tylko »grzeszne przyjemności«”. Natomiast podczas zwiedzania biblioteki The Criterion Collection wybrał Złote sidła, Słodki smak sukcesu, Piknik pod wiszącą skałą, Szmery w sercu, Żart, Burza lodowa, Wielkie nadzieje, filmy historyczne Roberto Rosselliniego, Światła wielkiego miasta, zestaw filmów Carla Theodora Dreyera, I twoją matkę też oraz Antychrysta.
W artykule zatytułowanym My Favourite Classics (pol. Moje ulubione klasyki) Žižek stwierdza, że oratorium Gurre-Lieder Arnolda Schönberga, to utwór, który zabrałby na bezludną wyspę. Następnie wymienia innych faworytów, w tym Fidelio Ludwiga van Beethovena, Podróż zimową Franza Schuberta, Chowańszczyznę oraz Napój miłosny Gaetano Donizettiego. Wyraża szczególne uwielbienie do twórczości Richarda Wagnera, zwłaszcza do utworów Złoto Renu i Parsifal. Stawia również twórczość Schönberga ponad Igora Strawinskiego.
Žižek często wymienia Franza Kafkę, Samuela Becketta i Andrieja Płatonowa jako swoich „trzech absolutnych mistrzów literatury XX wieku”. Jednocześnie przedkłada twórczość Warłama Szałamowa nad Aleksandra Sołżenicyna, Mariny Cwietajewny i Osipa Mandelstama nad Anny Achmatowej, Daphne du Maurier nad Virginii Woolf i Samuela Becketta nad Jamesa Joyce'a.

## Tłumaczenia prac na język polski
- Wzniosły obiekt ideologii, Wydawnictwo Uniwersytetu Wrocławskiego, Wrocław 2001, ISBN 83-229-2107-1 (The Sublime Object of Ideology 1989)
- Patrząc z ukosa. Do Lacana przez kulturę popularną, Warszawa 2003, Wydawnictwo KR, ISBN 83-89158-17-5 (Looking Awry: an introduction to Jacques Lacan through popular culture 1991)
- Przekleństwo fantazji, Wydawnictwo Uniwersytetu Wrocławskiego, Wrocław 2001, ISBN 83-229-2113-6 (The Plague of Fantasies 1997)
- Kruchy absolut, czyli Dlaczego warto walczyć o chrześcijańskie dziedzictwo, Warszawa 2009, Wydawnictwo Krytyki Politycznej, seria Idee (t. XV), s. 177, ISBN 978-83-61006-64-0 (The Fragile Absolute: Or, Why is the Christian Legacy Worth Fighting For? 2000)[40]
- (z Dolarem Mladenem) Druga śmierć opery, Warszawa 2008, Wydawnictwo Sic!, s 322, ISBN 978-83-60457-63-4 (Opera’s Second Death 2001)
- Lacrimae rerum. Kieślowski, Hitchcock, Tarkowski, Lynch, Warszawa 2007, Wydawnictwo Krytyki Politycznej, Seria Idee (t. IV), ISBN 978-83-89911-79-7 (The Fright of Real Tears: Krzysztof Kieślowski Between Theory and Post-Theory 2001)
- O wierze, Warszawa 2008, Wydawnictwo Aletheia, s. 253, ISBN 978-83-61182-11-5 (On Belief 2001)
- Rewolucja u bram, Warszawa 2006, 2007 Wydawnictwo Krytyki Politycznej, Seria Idee (t. I), ISBN 83-89911-60-4 (Revolution at the Gates. Žižek on Lenin, the 1917 Writings 2002)[41]
- Kukła i karzeł. Perwersyjny rdzeń chrzescijaństwa, Bydgoszcz 2006, Wydawnictwo Branta, ISBN 83-60186-40-5 (Puppet and the Dwarf. The Perverse Core of Christianity 2003)
- Lacan. Przewodnik Krytyki Politycznej, Warszawa 2008, Wydawnictwo Krytyki Politycznej, Seria Przewodniki Krytyki Politycznej (t. III), ISBN 978-83-61006-12-1 (How to Read Lacan 2006)
- W obronie przegranych spraw, Warszawa 2008, Wydawnictwo Krytyki Politycznej, ISBN 978-83-61006-29-9 (In Defense of Lost Causes 2008)[42]
- Przemoc: sześć spojrzeń z ukosa, Warszawa 2010, Warszawskie Wydawnictwo Literackie Muza, ISBN 978-83-7495-851-6 (Violence: Big Ideas/Small Books, 2008)
- Od tragedii do farsy, czyli jak historia się powtarza, Warszawa 2011, Wydawnictwo Krytyki Politycznej, ISBN 978-83-62467-12-9 (First As Tragedy, Then As Farce, 2009)[43]
- Metastazy rozkoszy: sześć esejów o kobietach i przyczynowości, przeł. Marek J. Mosakowski, Warszawa 2013, Wydawnictwo Krytyki Politycznej, ISBN 978-83-63855-47-5 (Metastases of enjoyment: six essays on woman and causality, 1994)
- Żądanie niemożliwego, oprac. Yong-june Park, przeł. Bogdan Baran, Warszawa 2014, Wydawnictwo Aletheia, ISBN 978-83-62858-58-3 (Demanding the impossible, 2013)
- Rok niebezpiecznych marzeń, przeł. Maciej Kropiwnicki i Barbara Szelewa, Warszawa 2014, Wydawnictwo Krytyki Politycznej, ISBN 978-83-62467-95-2 (Year of dreaming dangerously, 2012)[44]
- Pandemia! Covid-19 trzęsie światem, przeł. Jowita Maksymowicz-Hamann, Warszawa 2020, Relacja (wydawnictwo)
- Kłopoty w raju. Od końca historii do końca kapitalizmu, przeł. Tomasz Markiewka, Warszawa 2021, Wydawnictwo Czarna Owca, ISBN 978-83-814-3608-3
- Hegel i mózg podłączony, Wydawnictwo Krytyki Politycznej, Warszawa 2021. ISBN 978-83-66232-98-3[45]

## Opracowania
- Tony Meyers, Slavoj Žižek Žižek. Przewodnik Krytyki Politycznej, red. i wybór tekstów Julian Kutyła, Maciej Kropiwnicki, Sławomir Sierakowski, Warszawa 2009, Wydawnictwo Krytyki Politycznej, Seria Przewodniki Krytyki Politycznej (t. X), ISBN 978-83-61006-63-3
- Kuba Mikurda, Nie-całość. Žižek, Dolar, Zupančič. Państwowy Instytut Wydawniczy, Warszawa 2015

## Wybór innych prac w oryginale
- For They Do Not Know What They Do. Enjoyment as a Political Factor, 1991
- Everything You Always Wanted to Know About Lacan But Were Afraid to Ask Hitchcock, 1992
- Enjoy Your Symptom!, 1992
- Metastases of Enjoyment. Six Essays on Women and Causality, 1994
- The Indivisible Remainder. An Essay on Schelling and Related Matters, 1996